# Текодонтосаурус

Текодонтосаурус („гуштер за зубима усађеним у зубне јаме (алвеоле)“) је род биљоједих диносауруса који су живели у касном тријасу (ретски период).
Текодонтосаурус је један од најстаријих диносауруса. Многе врсте су именоване у роду али је сада призната само типска врста Thecodontosaurus antiquus.

## Изглед
Текодонтосаурус је имао релативно кратак врат са сразмерно великом главом и великим очима. Ходали су полуусправљено на задњим ногама док им је масиван реп (дужи од тела, врата и главе заједно) служио за одржавање равнотеже. Предњи удови су имали покретне шаке. Шаке и стопала су имала по пет прстију. Били су дуги око 1,2 м. Дужина највећих примерака је била око 2,5 м.

## Занимљивости
У научној студији објављеној 2001 год. геолози Александар Грубић и Михајло Галечић описују налазе фосилних трагова текодонтосауруса на Старој планини.